# 德国国营铁路

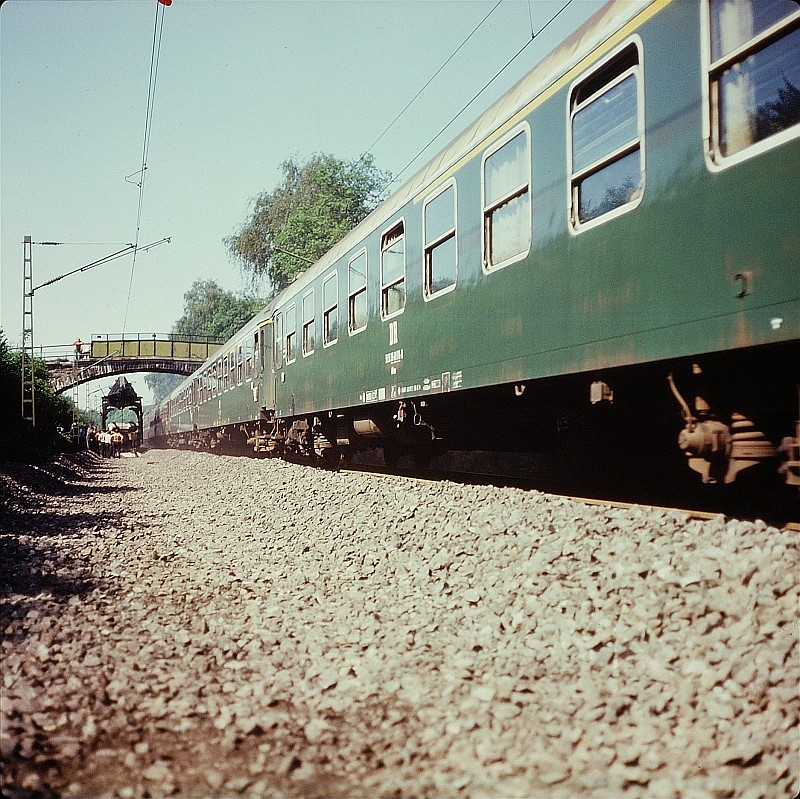
德国国营铁路的列车

德国国营铁路（德語：Deutsche Reichsbahn），又称德意志国铁路，为德意志民主共和国（東德）的国营铁路名称。成立于1949年，于1993年底和西德的德国联邦铁路合并，并在1994年1月1日共同成立了德国铁路股份公司。

## 历史
在二战结束盟国占领军四年的管理后，1949年原德意志国铁路重新交由德国人运营。苏占区（后成立东德）的德国国营铁路仍保持1937年的原有名称，而在西德则由德国联邦铁路继承。
德国国营铁路是民主德国的一家国有企业，直属东德交通运输部管辖，它也是东德雇员数量最多的企业。1954年11月至1989年11月东德交通部长也兼任德国国营铁路局长（Generaldirektor der Deutschen Reichsbahn）。其总部位于东柏林沃斯大街33号，近帝国总理府和柏林墙。
下辖地方管理单位的总部分别设在柏林、科特布斯、德累斯顿、埃尔福特、格赖夫斯瓦尔德、哈雷、马格德堡和什未林。其下亦有餐车和卧铺车经营企业米托帕（Mitropa）。
德国统一时，根据两德在1990年8月31日所签订的统一协议中的第26条，德意志国营铁路为德意志联邦共和国的财产。统一后的一段时间德国的两个公司仍单独运营。1992年6月1日，两公司成立了联合董事会以解决运算赤字，随后提议进行彻底改革成立新的公司，并在1993年由德国国会批准。随后，德国国营铁路和德国联邦铁路于1994年1月1日成立德国铁路股份公司。

## 客运业务

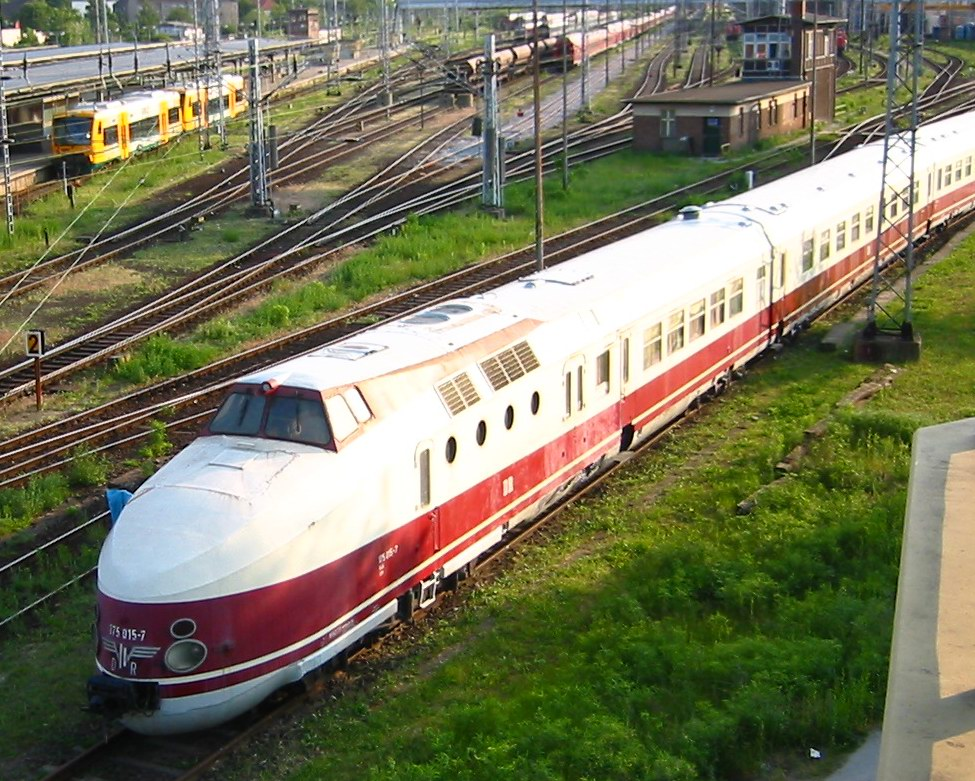
德国国营铁路的快速列车

德国国营铁路依照社会主义的中央計劃經濟运营。1989年时，德国国营铁路承担了东德17.2%的旅客运输量，这一市场份额是西德德国联邦铁路的三倍。票价非常便宜，但由于东德大部分铁路线路情况较差，列车既拥挤又缓慢。德国国营铁路也有一些快速列车，如柏林 - 哥本哈根的“Neptun”、柏林 - 维也纳的“Vindobona”、柏林 - 卡罗维发利的“Karlex”以及柏林 - 布加勒斯特的“波罗的海东方快车”。